# Santa Rita, Cuerámaro
Santa Rita är en ort i Mexiko.   Den ligger i kommunen Cuerámaro och delstaten Guanajuato, i den centrala delen av landet, 290 km väster om huvudstaden Mexico City. Santa Rita ligger 1 695 meter över havet och antalet invånare är 174.
Terrängen runt Santa Rita är platt österut, men västerut är den kuperad. Terrängen runt Santa Rita sluttar österut. Runt Santa Rita är det ganska tätbefolkat, med 116 invånare per kvadratkilometer. Närmaste större samhälle är Pénjamo, 15,9 km sydväst om Santa Rita. Trakten runt Santa Rita består till största delen av jordbruksmark.